# 34814 Muthukumar
34814 Muthukumar este o planetă minoră (asteroid), cu un diametru de 8,615 km, din centura de asteroizi. A fost descoperită pe 20 septembrie 2001 la Experimental Test Site⁠(d) de Lincoln Near-Earth Asteroid Research. 
Obiectul prezintă o orbită caracterizată de o semiaxă mare de 2,6969752 UAi, o excentricitate de 0,12, o înclinație de 9,19136 ° în raport cu ecliptica.